# Aéropo de Lincéstida
Aéropo (em grego:  Ἀέροπος) de Lincéstida foi um comandante que atuou na batalha de Queroneia. Após a batalha, Filipe II da Macedônia o exilou junto com um oficial chamado Damasipo por motivos disciplinares. Ele era pai de Arrabeu e Herómenes, que foram acusados de conspirar contra Filipe II e Alexandre de Lincéstida, que fez amizade com Alexandre, o Grande, mas depois também conspirou contra o rei da Macedônia.